# 마쓰다이라 지카요시 (다케노야 마쓰다이라가)
마쓰다이라 지카요시(일본어: 松平親善, 1485년 ~ 1531년 3월 31일)는 센고쿠 시대에 활약한 무장으로, 다케노야 마쓰다이라가 제2대 당주 마쓰다이라 모리치카의 장남이다. 다케노야 마쓰다이라가의 제3대 당주가 된다. 뒤는 아들 기요요시(清善)가 이었다.
| 전임 마쓰다이라 모리이에 | 제3대 다케노야 마쓰다이라가 당주 | 후임 마쓰다이라 기요요시 |